# Otto Fucker
Otto Fucker (* 10. November 1883 in Langendiebach (heute Erlensee); † 4. März 1941 in Zell, Rheinpfalz (heute Zellertal)) war ein deutscher Architekt, der zusammen mit seinem Bruder Eduard tätig war.
Am Projekt Neues Frankfurt entwarfen sie unter anderem Teile der Siedlungen Riederwald und Praunheim. Für den Maler Hanns Ludwig Katz und seine Frau, die Pianistin Franziska Katz-Ehrenreich, bauten sie das Wohn- und Atelierhaus in Frankfurt-Eschersheim. Es ist bis heute in einem dem Original ähnlichen Zustand erhalten; es wurde 2011 behutsam modernisiert und saniert.